# Yoshiki Matsuura
Yoshiki Matsuura (japanisch 松浦 芳樹 Matsuura Yoshiki; * 5. April 2001 in der Präfektur Ibaraki) ist ein japanischer Fußballspieler.

## Karriere
Yoshiki Matsuura erlernte das Fußballspielen in den Schulmannschaften der Tsuchiuradaini School und der Kashima Gakuen High School sowie in der Mannschaft des Japan Soccer College. Seinen ersten Vertrag unterschrieb er im Januar 2022 bei Albirex Niigata (Singapur). Der Verein ist ein Ableger des japanischen Zweitligisten Albirex Niigata, der in der ersten singapurischen Liga, der Singapore Premier League, spielt. Sein Erstligadebüt gab Yoshiki Matsuura am 18. März 2022 (4. Spieltag) im Heimspiel gegen die Lion City Sailors. Hier stand er in der Startelf. In der 57. Minute musste er verletzt das Feld verlassen. Für ihn wurde Tatsuya Sambongi eingewechselt. Das Spiel endete 1:1. Am Ende der Saison feierte er mit Albirex die singapurische Meisterschaft. Für den Meister bestritt er drei Ligaspiele. Nach der Saison wurde sein Vertrag nicht verlängert. Von Januar 2023 bis Juni 2023 war er vertrags- und vereinslos. Im Juli 2023 unterschrieb er einen Vertrag beim Fünftligisten Japan Soccer College FC. Mit dem Verein spielt er in der Hokushin'etsu Football League (Div.1).

## Erfolge
Albirex Niigata (Singapur)
- Singapurischer Meister: 2022